# دافنی پولارد
دافنی پولارد (انگلیسی: Daphne Pollard؛ ‏ ۱۹ اکتبر ۱۸۹۱ – ۲۲ فوریهٔ ۱۹۷۸) بازیگر، و هنرمند وودویل اهل استرالیا بود.
او در میانهٔ دهه ۱۹۳۰ میلادی، در چندین فیلم از لورل و هاردی بازی کرد. از فیلم‌های او می توان به بلندپرواز باش، غلیظ‌تر از آب، روابط ما، استادان رقص و بانی اسکاتلند اشاره نمود.